# 시어법

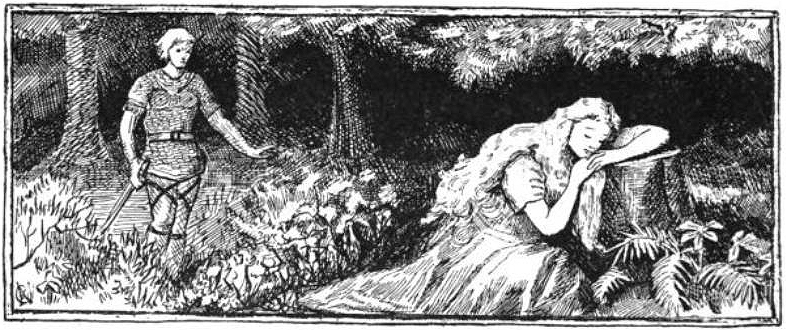
시프가 잠자는 사이 로키가 다가가 그녀를 삭발시켰다.

〈시어법〉(고대 노르드어: Skáldskaparmál 스칼드스카파르말[ˈskaldskaparˌmaːl], 아이슬란드어: Skáldskaparmál 스카울트스카파르마울[ˈskaultskaparˌmauːl])은 스노리 스투를루손의 《신 에다》 제2부이다. 사용된 단어는 약 50,000 개이다.
바다의 신 에기르에게 시(詩)의 신 브라기가 북유럽 특유의 시인 스칼드를 강의해 주는 것이 내용이다. 그 와중 사이사이에 노르드 신화의 다양한 에피소드들이 삽입되어 있다.